# F-15に関連する作品の一覧

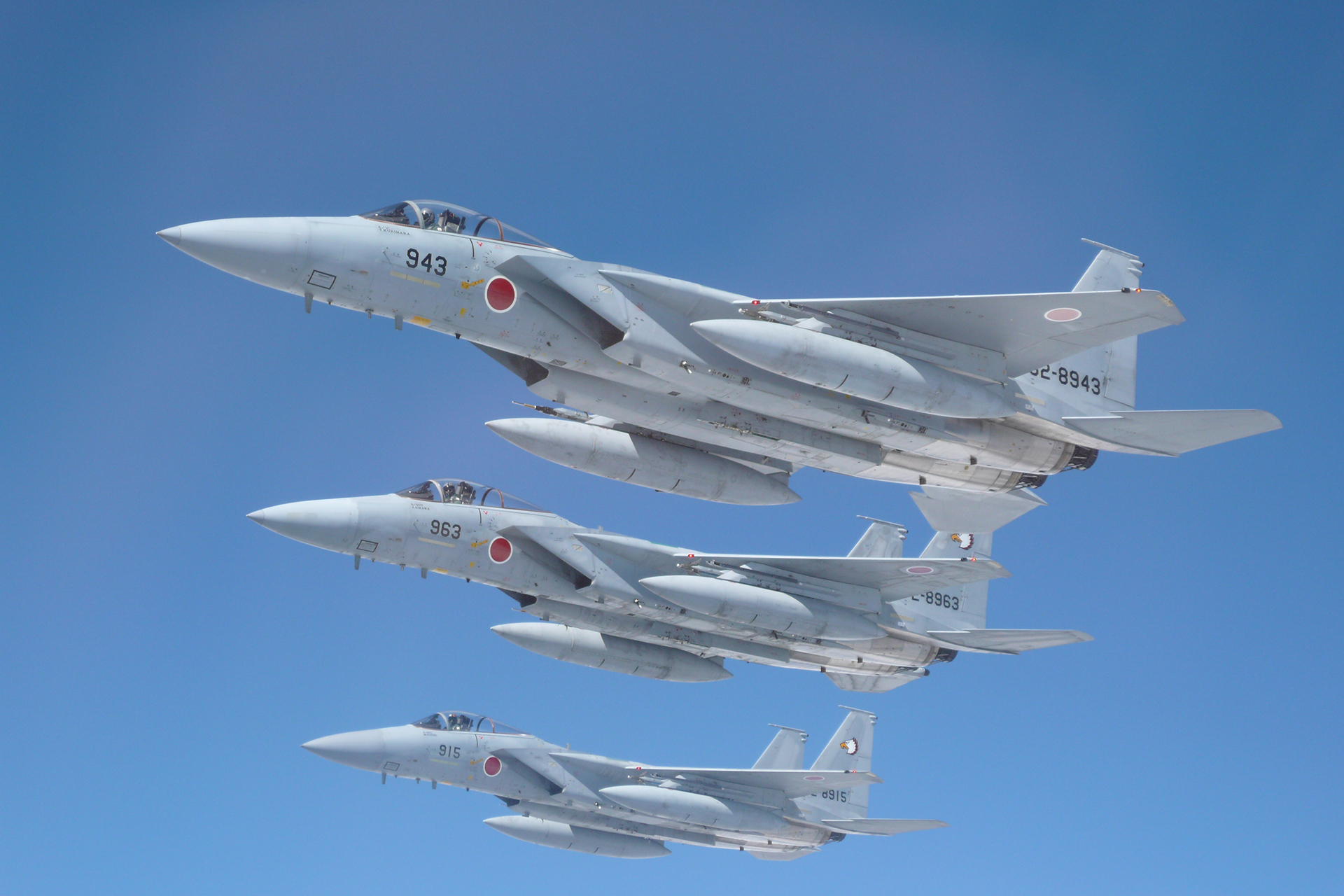
F-15J イーグル

F-15に関連する作品の一覧（F-15にかんれんするさくひんのいちらん）は、アメリカ合衆国のマクドネル・ダグラス社が開発した戦闘機、F-15 イーグルおよび、F-15E ストライクイーグル・F-15J・F-15を素体としたNASA実験機をはじめとする系列機に関係する作品の一覧である。
在来型であるF-15Jなどは、その人気の高さや航空自衛隊の主力戦闘機として日本人には比較的身近な存在であるため、多くの日本製フィクション作品に登場している。一方、F-15Eは日本企業が制作したゲームなどの作品にはよく登場するが、映画ではほとんど登場しない。

## 映画
『BEST GUY』
1986年に公開された映画『トップガン』の日本版を目指して製作されており、F-15Jの飛行シーンは一部の特撮を除いてほぼ全てが航空自衛隊で運用される実機を用いて撮影されている。
『FLU 運命の36時間』
F-15Eがアメリカ軍の爆撃機として登場。パンデミックにより封鎖された盆唐区からの脱出を図る難民達に対して6機編隊で爆撃を図るが、韓国大統領が韓国軍首都防衛司令部に撃墜命令を出したことで、爆撃を中止する。
実機には存在しないロータリーランチャー式の爆弾倉がコンフォーマルタンク部分に装備されている。
『GUN CRAZY 復讐の荒野』
在日米軍機が登場。沖縄本島津尊近くの米軍基地に配備されており、上空を飛行する様子やタキシング中の様子が背景として数度映し出される。
『THE NEXT GENERATION パトレイバー』
第12話に航空自衛隊機として架空の派生型「F-15改 イーグルプラス」が登場。「幻のクーデター」の回想の中で、通信妨害とBADGEシステムのハッキングを受けて首都圏上空で同士討ち寸前に至ったシーンが描かれている。
『インデペンデンス・デイ』
エアフォースワンの護衛機として登場するが、敵宇宙船攻撃には不参加。小説版では敵宇宙船攻撃の主力として参加する。
『ウォー・ゲーム』
アラスカに接近するソ連爆撃機迎撃のために出撃する。実際には爆撃機は存在しないため、パイロットは目標に接触できなかった。なお、DVD版日本語字幕ではF-16と表記されている。
『ウルトラシリーズ』
『ULTRAMAN』
主人公である真木舜一は航空自衛隊第204飛行隊所属のイーグルドライバーであり、アンノウン（ザ・ネクスト）に対して同僚の倉島剛とともにスクランブルし、館山上空でザ・ネクストが変身していた赤い発光体と衝突する。また、最終決戦でも新宿上空でビースト・ザ・ワンを攻撃すべく、倉島ら真木の同僚達が駆る航空自衛隊のF-15Jが出撃してザ・ネクストを援護し、活躍する。
『大決戦!超ウルトラ8兄弟』
横浜で暴れまわるキングシルバゴンとキングゴルドラスを迎撃すべく航空自衛隊のF-15Jが出撃するが、一蹴されてしまう。
『エアフォース・ワン』
エアフォースワンの護衛のために出撃し、ラデク派指揮下のMiG-29と交戦。この空戦シーンの撮影はミニチュアで行われている。また、エアフォースワンに向けて発射された空対空ミサイルを護衛機が体当たりで無力化するというとんでもない技を見せている。
『監禁惑星アメーバ』
航空自衛隊機が登場。東京上空・高度1万メートルに浮かぶ謎の浮遊物体に対し、内部に潜入した主人公を支援するためAIM-9 サイドワインダーによる威嚇攻撃を行う。
『鋼鉄の雨』
航空自衛隊のF-15Jと韓国空軍のF-15Kが登場。F-15Jは、北朝鮮への核攻撃に赴くアメリカ空軍のB-52 ストラトフォートレスを、北海道から日本海にかけての上空でエスコートする。F-15Kは、朝鮮人民軍の指揮統制室が設けられた地下壕を爆撃する。
『ゴジラシリーズ』
『ゴジラvsビオランテ』
実機が日本映画初登場。若狭で行われる「サンダービーム作戦」を支援するため、航空自衛隊機が上空からヨウ化銀を散布して人工雨を発生させる。
ミニチュアは、1/32スケールのものが用いられた。
『ゴジラvsキングギドラ』
コールサイン「クーガー1」をはじめとする千歳基地第2航空団所属機が登場。襟裳岬上空でキングギドラと交戦するも撃墜される。
本作での登場がゴジラシリーズ初の対怪獣戦となる。また、戦闘シーンの一部は『BEST GUY』のシーンを反転するなどして流用している。
『ゴジラvsモスラ』
小松基地の第6航空団所属機が登場。バトラ迎撃のために出動し、能登半島沖でバトラを攻撃する。なお、この機体は実機では装備不可能な空対艦ミサイルを装備している。
『怪獣プラネットゴジラ』
Gフォース所属機が登場。惑星探査艇アース号などとともに東京駅付近に出現したゴジラを攻撃する。
『ゴジラvsスペースゴジラ』
作中には登場しないが、書籍『ゴジラvsスペースゴジラ超全集』にGフォース航空部隊仕様の機体プロップと設定が掲載されている。
『ゴジラ2000 ミレニアム』
コールサイン「イーグル01」などの航空自衛隊機が登場。東海村原子力発電所に襲来したゴジラが、久慈川河口にて戦車部隊に放射熱線を放つべく、背びれや口など全身から余剰熱を体外に放出しつつ予備動作を行っているタイミングで、6機が全方位からAIM-9L サイドワインダーを発射し、熱線が放たれる前に封じこめている。
小説版では、久慈川での戦闘に参加したのは第204飛行隊所属機とされており、フルメタル・ミサイルによる攻撃を担当している。
『ゴジラ×メガギラス G消滅作戦』
架空の航空魚雷「ドラゴンアロー」を搭載した航空自衛隊機が登場。ブラックホール兵器「ディメンション・タイド」を用いた「G消滅作戦」のために、ゴジラを太平洋上の奇岩島へと誘導するが、その過程で数機が撃墜されている。
『ゴジラ×モスラ×メカゴジラ 東京SOS』
百里基地所属のコールサイン「ブルー1」と「ブルー2」が、領空を侵犯した国籍不明の超音速飛行体に対してスクランブル発進し、小笠原諸島上空でこれと交戦する。一連の流れは無線による警告、警告無視からのバルカン砲による警告射撃、自機・僚機への攻撃に対する自衛戦闘によるミサイル発射という実際の対領空侵犯措置と同じような手順を踏みながら展開されていく。

『深海獣雷牙』
台東防衛隊・航空火消し隊い組所属機としてF-15Jが登場。隅田川から浅草に上陸した怪獣雷牙に対し、機銃、ミサイルで攻撃を加え、反撃によって1機を撃墜されるも一度は雷牙を沈黙させる。雷牙との再戦の際にも架空のステルス攻撃機「F-177」に帯同し、雷牙に攻撃を加えている。
『深海獣雷牙 対 溶岩獣王牙』
熱海防衛隊の戦闘機として登場。戦車大隊と共同で熱海に出現した雷牙をミサイルで攻撃するが通じず、数機が撃墜されるとともに熱海市街地の壊滅を許す。

『空へ-救いの翼 RESCUE WINGS-』
救難が主な作品だが、小松基地に所属する第306飛行隊のF-15Jが登場する。
『ネイビーシールズ: チーム6』
「海神の槍作戦」を実行するDEVGRUを支援するために離陸する。
『ネズラ1964』
作中で製作されている映画『大群獣ネズラ』の1シーンに登場。相争うネズラの群れとマンモスネズラを攻撃すべく出動する。
なお、舞台となっているのはF-15初飛行前の1964年である。
『平成ガメラ3部作』
『ガメラ 大怪獣空中決戦』
航空自衛隊機が登場。築城基地の第304飛行隊所属機が五島列島姫神島上空のギャオスに対してスクランブルするほか、終盤では東京に飛来したギャオスにもスクランブルするが、市街地上空のため交戦許可が下りずに終わる。
なお、終盤は当初「東京に飛来したギャオスと空中戦を展開し、超音波メスで撃墜され有楽町マリオンに墜落する」という展開だったが、航空自衛隊側が難色を示したため、先述したように「市街地上空のため交戦許可が下りなかった」という展開となった。
小説版では、東京でのシーンに登場する機体は百里基地所属機とされており、当初の構想通りの撃墜描写まで盛り込まれている。
『ガメラ2 レギオン襲来』
航空自衛隊機が登場。津軽海峡上空で、千歳基地第201飛行隊所属機が札幌から飛び立ったレギオンを撃墜する。
『ガメラ3 邪神覚醒』
航空自衛隊機が登場。冒頭では東京湾上空でアンノウン（ガメラまたはギャオス）を追跡するも振り切られている。その後、伊良湖水道上空でガメラ哨戒中だった小松基地所属のコールサイン「クーガー1」と「クーガー2」が近畿地方上空でバッジシステムによる管制の下イリスと交戦し、警告射撃を行い海上に誘導した後に排除しようとするが、逆にイリスの触手による超音波メス攻撃によって回避機動を余儀なくされ、ミサイルをロックオン出来ないまま追い詰められるが、ガメラが出現してイリスとの交戦状態に入ったため生還する。なお、この際の空中戦シーンはCGを用いて制作され「何がなんだかわからないでしょう」と制作チームが得意げに語るほどに仕上がっている。
また、作中に登場する新聞記事にて、メキシコ湾に出現した2体のギャオスに対し空母「インディペンデンス」からアメリカ軍所属のF-15が4機スクランブルしたことが報じられているが、実機は艦載機としての運用は不可能である。

『幻の湖』
機体名のみ登場。アメリカの諜報員という設定のキャラクターが、琵琶湖上空を飛行していくF-15の機種を飛行音から特定するシーンがある。
『ミッドナイト・イーグル』
防衛省への昇格後初の自衛隊協力作品。序盤にて、小松基地所属機が北アルプス上空に出現した国籍不明機に対しスクランブルする。
原作小説には登場しない。
『モンスターズ/地球外生命体』
墜落機が登場。地球外生命体の増殖により隔離されたメキシコの危険地帯にて、川に墜落していた本機を地球外生命体が押し流している。
『リターン・トゥ・ベース』
主人公の部隊の機体としてF-15Kが登場。MiG-29と空中戦を繰り広げる。F-15E系列の機体が映画作品で前面に押し出されているのは、この作品が初である。

## テレビドラマ・オリジナルビデオ
『TOKYOコントロール 東京航空交通管制部』
航空自衛隊機が名称のみ登場。第2話「弾道ミサイル飛来！」では、演習時のミスで日本近海の太平洋上に着弾する可能性が生じたロシア軍の弾道ミサイルを警戒し、百里基地からスクランブルする。第10話「人の絆」では、国籍不明の領空侵犯機に対して仙台沖へスクランブルするが、攻撃許可の遅れによって1機が撃墜され、その後戦闘自体が隠蔽される。
『ウルトラシリーズ』
『ウルトラマンガイア』
第1話「光をつかめ！」において、航空防衛隊所属という設定のF-15改良型支援戦闘機が豊島区に出現した宇宙戦闘獣コッヴの迎撃に出撃するほか、いくつかのエピソードにおいて、ノーマルファイターと呼ばれるF-15の強化改良型がG.U.A.R.D.各国支部の航空部隊所属の主力戦闘機として登場し、怪獣迎撃に出撃する。具体的な改良点としては、主翼が菱形翼に、コックピット周りがXIGファイターと同様に直線的になっており、水平尾翼の取り付け角が下向きになっているなどがある。
特に、第49話「天使降臨」では、世界中のG.U.A.R.D.航空部隊所属のノーマルファイターが破滅魔虫カイザードビシと、その分身体であるドビシの大群を迎撃する。ただし、ここでもいわゆる「やられ役」であり、最終的にはカイザードビシ、ドビシとの戦闘によりG.U.A.R.D.各国支部の航空部隊所属のノーマルファイターはほぼ全滅してしまう。
なお、最終話「地球はウルトラマンの星」においては、G.U.A.R.D.指揮下の特捜チームX.I.G.が装備する専用戦闘機（XIGファイター各タイプ）の数が不足したため、X.I.G.の各ファイターチーム（チーム・ライトニング、チーム・ファルコン、チーム・クロウ）も一部の隊員を除き、大部分が残存していたG.U.A.R.D.日本支部所属のノーマルファイターに搭乗して、ミッション・ガイア作戦を実施する。その際に使用されたノーマルファイターのみは、機体下部にリパルサーリフトを搭載している。
『ウルトラマンコスモス』
統合防衛軍内の「チャージャーズ」所属機として架空の発展型が登場。形状は『ウルトラマンガイア』のノーマルファイターに準じている。第47話「空の魔女」では、訓練生の最終試験中に誤って積乱雲内に突入してしまい、1機が落雷を受けて行方不明となる。第58話「復讐の空」ではチャージャーズ機が共生宇宙生命体ギラッガスに連続襲撃されたことを受け、TEAM EYESがギラッガスをお引き寄せるための囮機として使用している。
『ウルトラゾーン』
#20内の「最後の攻撃命令 後編」に、防衛軍第305飛行隊所属機として登場。第302飛行隊のF-4とともに、防衛軍本部へと進攻する宇宙ロボットキングジョーを攻撃する。
『ウルトラマンブレーザー』
地球防衛隊日本支部（GGFJ）所属機として登場。第18話「そびえ立つ恐怖」では、『ウルトラマンガイア』のノーマルファイターに準じた形状の架空の発展型が、東京都朝木区に出現し有毒ガスを放出する汚染獣イルーゴに対して出撃し、高耐久ワイヤーを曳航したミサイルでガスの源であるイルーゴの口を強制的に閉じさせている。第21話「天空の激戦」では、GGFJ磯竹基地に列線駐機されていた通常のF-15が、月光怪獣デルタンダルBの爆撃を受け破壊される。
『幻星神ジャスティライザー』
国防軍の戦闘機としてAH-1とともに登場。第10話「貫け!信じあう心」では湾岸地区に出現した宇宙巨獣トロイドンを、第47話「最強の魔神登場!」では東京湾に出現したメカ巨獣メガリオンを迎撃するも撃墜されているほか、第44話「ジャスティライザー攻撃命令!」では第8航空団所属機が主人公らが乗る幻星獣ライゼロスを2度に渡って攻撃するが、2度目には星神獣エンオウによって攻撃を防がれている。
『新宇宙空母ギャラクティカ』
第1話にて、アメリカ空軍機がアメリカ合衆国の領空を侵犯した宇宙戦闘機バイパーを迎撃するために登場。ミサイルの発射シーンは試作機YF-15の記録映像が流用された。
『星間特捜アサルトライザー』
第1話・第3話に登場。第1話「星から来た女」では、名古屋に出現した有翼怪獣ドドゴに対して航空自衛隊機が出動するも撃墜される。第3話「対決! 嵐対ライザー」では、ロイツ星人宇宙勤王党の総攻撃を受けてASSUALT航空隊所属機が迎撃に出動する。
『超力戦隊オーレンジャー』
第1話「襲来!! 1999」に模型が登場。国際空軍（U.A.）極東支部内に展示されている。
『特撮超常伝奇浪漫 奇街』
第4話「怪獣る」に自衛隊機が登場。東京にて怪獣と化したヘキルに対してミサイルによる攻撃を加え、戦車隊とともにヘキルに行動不能となるダメージを与える。
『特救指令ソルブレイン』
第1話「東京上空SOS」に航空自衛隊機が登場。東京上空に飛来した飛行物体の攻撃に対し、百里基地および厚木基地所属機が非常警戒態勢Aに入っている。
『ブラッディ・マンデイ』
Season2第1話に百里基地所属の航空自衛隊機が登場。テロリストを移送中、機内に小型核爆弾を仕掛けられたモスクワ発東京行きのボーイング747を撃墜するために2機がスクランブル発進する。なお、劇中では「F戦闘機」と呼称されている。

## アニメ・漫画

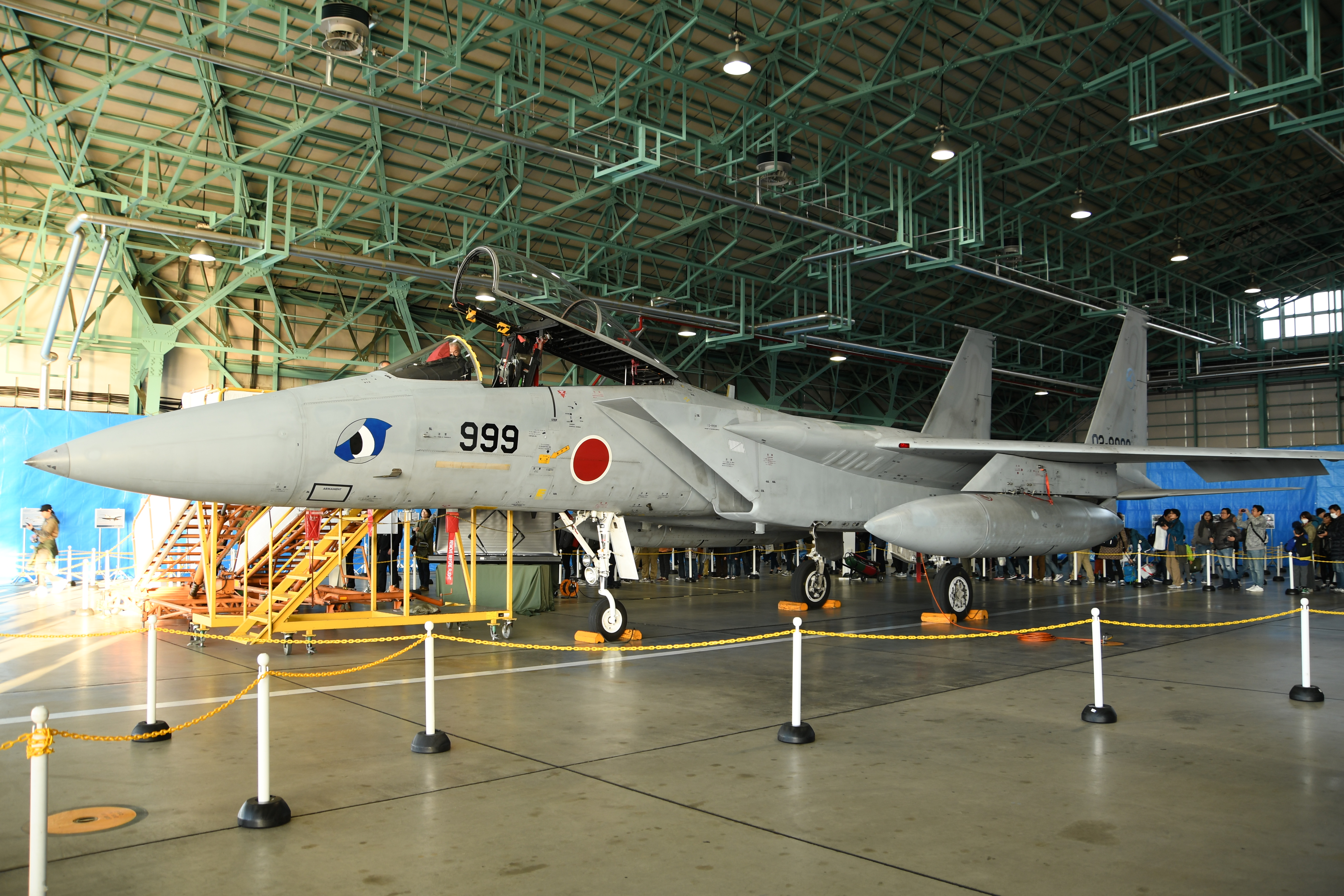
「まそたん」仕様のF-15J

『9番目のムサシ』
第1シリーズの「DUTY22：アジアの風②」で、主人公の「篠塚高（No.9）/♀」が東南アジア某国のとある場所までF-15を駆って急行し、メイドと称して同国のクーデターを企むグン将軍に近づき、彼の悪事を暴く。
『BLUE DROP 〜天使達の戯曲〜』
第13話に航空自衛隊機が登場。海鳳市上空などで、異星人「アルメ」の攻撃機群と数度に渡って交戦する。
『BLUE SEED』
テレビアニメ版のオープニングや第23話などに航空自衛隊のF-15Jが登場。オープニングでは編隊飛行する姿が描かれ、第23話では大宮に出現した荒神を2機が攻撃するが、反撃を受けて撃墜される。
『DEVILMAN crybaby』
第10話にカナードを有する架空の派生型が登場。ヒュドラに乗るサタンをパリ上空で攻撃するが、通用せずに終わる。

『FUTURE WAR 198X年』
冒頭、航空自衛隊のF-15Jが3機登場。領空侵犯してきたソ連空軍のTu-22M2 バックファイアBに対してスクランブルし、北海道沖の日本海上空にて接触。曲技飛行に近い接近で退去させる。作中中盤では、日本列島に大挙襲来したTu-22M2を小牧・百里・三沢の各基地から要撃する。
『GAMERA -Rebirth-』
第1話・第2話に在日米軍機が登場。第1話では福生基地（架空）に所属する機体がギャオスの群れの新宿襲撃を受けて出動し小型個体を数体撃破するものの、巨大個体などの超音波メスや鉤爪による攻撃を受けて当初出撃した2波は全滅。その後、沖縄から飛来した増援部隊が福生市で巨大個体を倒した直後のガメラを攻撃する。第2話では、福生市でジャイガーと争うガメラを陸上部隊とともに攻撃するが、その後目標をジャイガーに切り替えている。
『GR-GIANT ROBO-』
第5話に航空自衛隊機が登場。コールサイン「オーキッド」複数機が、東京を目指し飛行中の巨大ロボット「GR-3」を攻撃するが、反撃を受けて全機撃墜される。
『Pa-Pa-Pa ザ★ムービー パーマン』
航空自衛隊機が登場。バードマンの頼みを受け、2機編隊でパーマン1号を主翼に掴まらせて巨大ロボット「パパンダー」が暴れ回る東京都庁付近まで運んでいる。
『Re:CREATORS』
テレビアニメ第2クールオープニングと第17話にF-15Jが数機登場。第17話ではエリミネーション・チャンバー・フェスにおいてアルタイルを攻撃するため、メテオラが10式戦車とともに召喚し、アルタイルを空対空ミサイルで攻撃するが、全機撃墜される。
『SUBMARINE SUPER 99』
国防隊の戦闘機として、F-15Jをモデルとした架空機が登場。垂直尾翼の取り付け角が変更されているほか、全体的に曲線的な形状になっている。第1話では海洋帝国の潜水艦を機銃掃射するも、逃走されてしまう。なお、原作漫画の同様のシーンではF-104 スターファイターが登場している。
『Z/X IGNITION』
防衛隊航空隊所属機として登場。第6話にて黒崎神門が指揮する九州の防衛隊に配備されていた機体が、福岡臨海地区上空で鳥型Z/X「トルマリンホーク」と交戦し、数機が撃墜されるも1体のトルマリンホークを撃破している。
『蒼き鋼のアルペジオ -アルス・ノヴァ-』
テレビアニメ版第1話に国連軍機として登場。国連軍最終決戦艦隊とともに霧の艦隊との「大海戦」に参加するが、複数機が撃墜されている。なお、原作漫画にて「大海戦」が描かれている単行本第1巻には登場しない。
『アンリミテッド・ウィングス』
単行本第1巻にて、元イーグルドライバーだった主人公の回想シーンにF-15Jが登場。隊長機を務めていた主人公の警告が間に合わず、2番機が乱気流に巻き込まれ墜落。その事故を受けて主人公は航空自衛隊を退役する。
『イーグルドライバー』
主人公の飛矢間と秋月が訓練課程終了後、小松基地の第6航空団隷下の第300飛行隊（実際には存在しない架空の飛行隊）所属となり、F-15Jに搭乗する。
『うしおととら』
原作漫画第七章（テレビアニメ版第8話）に航空自衛隊機が登場。仙台市上空で潮ととらが妖怪「衾（ふすま）」と戦った際、獣の槍で結界を斬ったことからエアバス機に憑いていた妖怪がレーダーサイトで発見されたため、2機が要撃に上がり、AIM-7 スパロー空対空ミサイルでこれを撃破する。また、原作漫画第五十四章（テレビアニメ版第38話）では、沖縄諸島沖の結界領域に捕らえられた妖怪「白面の者」を、キルリアン振動機付ミサイルを用いて攻撃している。
『うる星やつら』
テレビアニメ版の第1話・第4話・第11話・第32話・第133話・OVA「ヤギさんとチーズ」などに、航空自衛隊や面堂家私設軍隊所属のF-15が登場している。
『ウルトラマンUSA』
主人公達が所属するアクロバットチーム「スカイ・エンジェルズ」の機体として登場。演技飛行中に謎の物体と衝突して墜落する。
『エウレカセブンAO』
日本国空軍機として登場。第21話では新田原基地所属機がRA272 ニルヴァーシュと共同で訓練を行っている。
『エリア88』
アスラン王国の正規軍に配備される前に試験運用目的で配備され、この際に風間真の操縦で反政府軍側のIRBMを撃墜する。この後サキ専用機としてエリア88に1機配備されるが、反政府軍側傭兵部隊による攻撃で駐機中にほかの戦闘機とともに破壊される。
『エルフェンリート』
単行本第12巻に航空自衛隊のF-15Jが登場。新人類「ディクロニウス」の1人であるルーシーに対してスクランブル発進し、江ノ島上空でXGCS-Zを用いてルーシーを攻撃するが、ルーシーのベクターによって全機撃墜される。
『オメガ7』
Vol.5に登場。尖閣諸島へ侵攻する中国空軍機と交戦する。作中ではIRSTとAAM-5を組み合わせた攻撃を行うほか、無人機研究システムを射出して中国艦隊への偵察も行っている。
『凹村戦争』
所属不明機が登場。F-14 トムキャットとともに凹村に落下した「星のカケラ」を攻撃する。
『ガッチャマン クラウズ インサイト』
第0話に航空自衛隊機が登場。反クラウズテログループ「VAPE」に2機が奪われ、VAPEの「赤いクラウズ」の操縦によって、菅山総理を乗せた日本国政府専用機を佐渡島近海上空で襲撃するが、ガッチャマンたちによって2機とも撃墜される。
『金沢独立戦線』
株式会社グランゼーラの公式サイトで連載されている4コマ漫画。第9話・第13話に小松基地所属のF-15DJが登場。3機が99式空対空誘導弾を用いて金沢独立軍の回転式制空戦闘機ゾイヤーなどと交戦する。
『神さまのつくりかた。』
航空自衛隊のF-15Jがたびたび登場する。
『神の獣』
航空自衛隊機が登場。東京湾に現れた怪獣オーガを攻撃するために出撃するも全滅する。その後、東京ドーム地下から再出現したオーガに対して攻撃を加えるが、オーガが新宿を全壊させた時点で、都民の避難を優先するために攻撃を中止する。
『岸和田博士の科学的愛情』
日本国防衛軍の戦闘機としてF-15Jがたびたび登場。また、米国（こめこく）の空母マン'88にも艦載されている。巨大宇宙人の円盤や都庁ロボ'98の迎撃などに出動しているが、大抵は相手の反撃によって撃墜されている。
また、単行本第11巻の口絵にはマットアロー1号の様な塗装を施された「ブルーホーク1 - 3号」も登場しているが、本編には登場しない。
『機動警察パトレイバー 2 the Movie』
機体形状を変更してステルス性を向上させ、カナード翼や推力偏向ノズルを装備した架空機「F-15改 イーグルプラス」が登場。
三沢基地から爆装して南下してきた3rd AW/8TFS（第3航空団第8飛行隊）の「ワイバーン」（F-16J：F-2のこと。作品製作時は制式名称が決定していなかった）を要撃するため、7th AW/204TFS（百里基地）の「ウィザード03」・6th AW/303TFS（小松基地）の「プリースト21」が発進し、GCIによってまず「ウィザード03」が茨城県沖の太平洋上で「ワイバーン」と接敵するが捉えることはできず、そのまま「ワイバーン」を捉えられないままベイルアウト信号を出してロストする。その後、「プリースト21」が成田空港上空を通過した「ワイバーン」を捕捉し、撃墜命令に従い「ワイバーン」をロックオンするが、その直後に「ワイバーン」はロストし代わりに「ウィザード03」が再び交信に応じたため、撃墜命令は取り消され双方とも帰投した。
実は「ワイバーン」はバッジシステムへのハッキングで作り出された「幻」であり、強力な電波妨害とハッキングによって「ウィザード03」が撃墜されたように演出すると同時に、「ウィザード03」を「ワイバーン」と誤認させていた。
『クレヨンしんちゃん』
『クレヨンしんちゃん アクション仮面VSハイグレ魔王』
桜リリ子の回想シーンに航空自衛隊のF-15Jが登場。地球侵略の為に都庁第1庁舎に降り立ったハイグレ星人の本拠地「ハイグレ城」を攻撃する為に7機が出撃するが、ハイグレ星人との科学力の差の前に全滅する。
『クレヨンしんちゃん 爆発!温泉わくわく大決戦』
埼玉県に出現した「YUZAME」の巨大ロボットの進撃を食い止めるために航空自衛隊のF-15Jが出撃。しかし、巨大ロボットの堅牢な装甲にダメージを与えることはできず、アカマミレに「ハエ」と評される。
『クロムクロ』
第17話に登場。立山連峰上空でエフィドルグのジオフレーム「ブルーバード」を4機が迎撃するが、攻撃が通用せず全機撃墜される。作中ではエアブレーキの作動も描写されている。
『劇場版 そらのおとしもの 時計じかけの哀女神』
冒頭にF-15Jが登場。空見町に出現した巨大ニワトリを迎撃すべく、3機が出撃する。
『決戦!ウルトラ兄弟』
ウルトラマンAの主役エピソード「謎の異次元空間」に登場。航空自衛隊所属機がタックスペースとともに山中隊員の捜索任務に就くが、ヤプール人が発生させた異次元空間に引きずりこまれ、遭難する。
『航空自衛隊小松基地救難隊RESCUE WINGSゼロ』
トミイ大塚の漫画。『よみがえる空 -RESCUE WINGS-』の原型で、『コンバットマガジン』掲載時の原題は『レスキューエンジェル』。舞台となる小松基地のF-15Jが登場する。また、新たに連載した『レスキューウイングス』にも小松のF-15Jが登場。登場人物の1人が元はF-15のパイロットという設定や、小松基地のイーグルドライバーが遭難するストーリーで登場する。
『ごきげん!ミコちゃん』
「情け無用!ファイア!!」の巻に鷹月三佐の愛機としてF-15DJが登場。訓練中に日本海へと墜落するが後に幽霊戦闘機として甦り、スクランブルした梨里一佐のF-1支援戦闘機の前に現れる。
『ゴルゴ13』
第342話「偽空座標X」（第111巻）で、ゴルゴの操縦するF-15とアメリカ空軍の次期戦闘機F25（架空機）とドッグファイトを繰り広げる（艦上機として描かれているが、通常空母の発着艦は不可能）。意外な方法でF25の弱点を突き、ドッグファイトを制する。
また、第384話「沖縄シンドローム」（第115巻）では天才的なイーグルドライバーという設定のキャラクターが登場するほか、ゴルゴがF-15Jを操縦して沖縄へ赴いている。
『最臭兵器』
毒ガス兵器になった主人公の東京への到達を阻止するため、航空自衛隊基地からF-15Jが出撃。F-4EJやAH-1Sとともに、中央自動車道をスーパーカブで走行している主人公を上野原市付近で空爆する。劇中では、空対空ミサイルであるAIM-9 サイドワインダーも対地攻撃に用いている。
『最終兵器彼女』
テレビアニメ版第1話にF-15Jが登場。主人公たちの通う北海道の高校の上空を2機編隊で飛行していく。同様の展開で進む原作漫画単行本第1巻には登場しない。
『サウスパーク』
第3シーズン第10話「チンポコモン」に日本軍の戦闘機として登場。ゲーム『チンポコモン』を使って洗脳したサウスパークの子どもたちをパイロットにして真珠湾を攻撃させようとしたが、大人たちが取った対策によって未然に防がれる。
『残響のテロル』
第11話に航空自衛隊機が登場。高高度核爆発によるテロを目的として原子爆弾を吊り下げて上昇する気球を2機が関東上空で追跡するが、限界高度に達したため、追跡を断念する。
『シティーハンター'91』
第1話に登場。天野翔子の自宅近辺を飛行していくほか、張られたポスターにも描かれている。
『影の戦闘隊（シャドーウィングス）』
主人公の愛機。空母での運用が可能なように改造が施されている。
『獣神ライガー』
航空自衛隊のF-15Jがドラゴ帝国のバイオアーマーに対抗すべく登場するが、「封印の岩」によって電子機器が故障して墜落してしまうため、基本的にやられ役に徹している。
『少年戦闘隊 オーロラ7』
7つの海を守る7ヶ国から選ばれた主人公側の基地は特殊なベルトコンベア方式の飛行甲板を装備した潜水空母という異色の作品。主人公の愛機として航空自衛隊所属のF-15J（機種は不明）が登場し、作中ではそのままオーロラ7に移籍する事になる。劇中ではエンジンを飛行中に一時停止してドッグファイト中に相手の虚を衝く曲芸的飛行も披露する。
『真ゲッターロボ対ネオゲッターロボ』
第2話にF-15Jが登場。浅間山の早乙女研究所防衛のために編隊で出撃し、メカザウルス・モバの迎撃に当たるが、ビーム触手による攻撃で全機撃墜される。
『神秘の法』
小松基地第303飛行隊所属のF-15Jが登場。出雲への上陸を狙う帝国ゴドム第三艦隊の迎撃に出動するが、ゴドム側の艦載機の先制攻撃を受けて一方的に撃墜される。
『ストリートファイターII V』
第19話にアメリカ空軍のF-15Eが登場。ケン救出のためにバルセロナへ向かう際に、ガイルとナッシュが搭乗する。
『住めば都のコスモス荘 すっとこ大戦ドッコイダー』
第10話に上記の『パトレイバー2』のパロディとして、『パトレイバー2』のF-15改に酷似した架空のバリエーション機が登場。山中に出現した巨大メカを攻撃する。
『聖戦士ダンバイン』
第16話・第17話・第18話に防衛隊所属機としてF-15Jが登場。日本に出現したオーラバトラー「ダンバイン」と「バストール」に対応・攻撃すべくF-1などとともに出動しているが、第16話では東京、第17話では秩父上空でバストールの攻撃を受け撃墜されている。
『戦闘妖精雪風』
BD-BOXおよびDVD-BOXに付属する特典映像「YUKIKAZE EXPERIMENTAL MOVIE」に、日本空軍所属のF-15DJが登場。映像では4機が確認できる。再び地球上に現れた異星体ジャムに対抗すべく、日本海軍のF/A-27Cをはじめとする各国やFAFの戦闘機とともに、ジャムの超空間通路へ進攻する。
『戦翼のシグルドリーヴァ』
館山基地に配備されている「シールド隊」所属機として、全編に渡ってF-15Jが登場。主人公らが乗る「英霊機」の支援を任務として、不明敵性存在「ピラー」などとの戦闘に参加する。
『戦え!超ロボット生命体トランスフォーマー』
悪の超ロボット軍団「デストロン」にはF-15に変形する戦闘ロボット＝ジェットロン部隊が所属する（玩具は『ダイアクロン』ジェットロボの塗装を変更したもの）。メンバーは機体の色以外はすべて同型の、スタースクリーム（銀）、サンダークラッカー（青）、スカイワープ（黒）後に、本体の基幹部こそF-15だが独自の形状をした主翼を持つダージ（濃い青）、ラムジェット（白）、スラスト（赤）が加わる（ロボットモードにおける頭部の形状も初期メンバーと異なる）。後に、善の超ロボット軍団「サイバトロン」に初の航空部隊としてエアーボット部隊が誕生した際、そのメンバーの1人として、F-15に変形する戦士エアーライダーが登場している。
『超ガッコウ伝 ガット!!』
第1話（単行本第1巻所収）に登場。牙龍学園に入学する主人公らをミサイル型のカプセルに入れて牙龍学園に向け投下する。
『超劇場版ケロロ軍曹』
ケロロ小隊の訓練用シミュレーター内の敵機として登場。多数がギロロによって撃墜されており、うち1機は撃墜される間際にガウォークに変形している。
『天神－TENJIN－』
航空自衛隊に入隊した主人公らがF-15Jに搭乗する。
『東京ESP』
テレビアニメ版第1話に航空自衛隊機が登場。超能力者らによる国会議事堂占拠と東京都内各所での蜂起を受けて出動しているが、戦闘は行っていない。
『ドリームハンター麗夢III 夢隠 首なし武者伝説』
F-15Jが登場。東富士演習場での演習中に地中から出現した巨大首なし武者と遭遇し、AH-1Sや陸上部隊とともにこれを攻撃するが、一方的に撃破される。
『なるたる』
第1話（単行本第1巻所収）にコールサイン「ギネス01」など航空自衛隊機が2機登場。飛行中の成竜「イカツチ」を捕捉しうち1機が追跡するが、イカツチは海に突入し振り切られる。
テレビアニメ版には同様のシーンは存在しない。
『ハカイジュウ』
単行本第6巻・第7巻に特殊生物対策部隊所属機として登場。第6巻では新宿に出現したトール型特殊生物を攻撃するも撃墜されており、第7巻では新宿での「臨界戦」に参加している。
『花咲くいろは』
第17話にF-15Jが2機登場。喜翆荘上空を飛行していく。
2機編隊を下から見上げた同じ構図で、現代のシーンではF-15Jを、回想シーンにはF-4を登場させ、年月の経過を表現する演出としている。
『東のエデン』
第11話に航空自衛隊のF-15Jが複数機登場。「60発のミサイル」事件によってあたご型護衛艦から日本の主要都市へ向けて発射された海上自衛隊のトマホークを、99式空対空誘導弾や04式空対空誘導弾を用いて迎撃する。
『ひそねとまそたん』

第1話から全編に渡り、主人公・甘粕ひそねの操縦するOTF（変態飛翔生体）として、外装のパーツを用いてF-15Jに変形（偽装）できるドラゴン「まそたん」が登場する。
また、他にも全編に渡って岐阜基地などに所属する通常のF-15Jが複数機登場する。
『ファミコンロッキー』
登場人物の1人であるジョージが空軍パイロット時代に搭乗していた戦闘機として、アメリカ空軍のF-15が登場する。
『ファントム無頼』
単行本第6巻第4話「赤い星のファントム」にて、アメリカへ研修へ行った神田と栗原が仮想敵機基地のF-4Eで、テックス隊のF-15と戦うシーンがある。現地のパイロット達からも「イーグル貸してやるから古臭いファントムなんかよせって」と止められたにもかかわらず、当時最新鋭だったテックス隊のF-15を全滅させ、敵車両も多数撃破する。
単行本第10巻第3話「大統領の陰謀」では、中東某国所有機が百里基地祭に来訪の折、同国大統領と鷹子、久美子の結婚を賭けてファントム680号機と訓練弾を使用した格闘戦を行う。単行本第12巻第3話「転属」にて、神田自身も機種転換訓練で搭乗するが、「やっぱり相棒がいる複座機がいい」と、故意に失敗している。
『富嶽のいたところ』
「ザ・コクピット」シリーズの一編。作者（松本零士）が迷い込んだ異次元の日本の戦闘機として、F-15Jに似た架空機が登場。機首やエンジン部の形状が異なるほか、塗装もF-15Jのものとは別物であり、作中の作者自身も「F-15のようなそうでないような……」と形容している。
『不思議なソメラちゃん』
テレビアニメ版第9話に自衛隊機が登場。遺伝子組み換えの松嶋あいが暴れ回る村落に爆撃を加えている。
『ブラック・ジャック 』
テレビアニメ版第38話に登場。異星人の円盤を攻撃し、搭乗者のうち1名を負傷させる。
『ブラック・ブレット』
テレビアニメ版に自衛隊機が登場。第1話では2機が東京近郊上空で寄生生物「ガストレア」の鳥と昆虫の二重因子を持つ個体と交戦し、避難キャンプのある地上へと追い落としている。第12話ではステージIVガストレア「アルデバラン」が率いるガストレア群に対し爆撃による火力支援を行うが、アルデバランによって数機が撃墜される。
なお、上記と同様のシーンが描かれる原作小説第1巻および第4巻には、型式不明の支援戦闘機が登場している。
『ブラック★★ロックシューター DAWN FALL』
第1話に登場。冒頭にて、機械軍の対空砲火を避けつつ飛行している。
『プラネット・ウィズ』
第1話に登場。宙見坂市に接近するネビュラウェポンを攻撃するが、ネビュラウェポンに接触したミサイルは消滅し、幻覚による反撃を受けてパイロットが戦意を喪失する。
『プラモ狂四郎』
狂四郎がF-15のプラモデルをシミュレーション内で使用し、山根のF-14と戦う。また、薩摩模型同人会のタマサブローもF-15のプラモデルを使用して狂四郎と戦っているが、これには南郷快山の零戦と変形合体して「プラモ魔神」になるという改造が施されている。
『ボーエもんの防衛だもん ～よくわかる自衛隊～』
防衛省制作の広報用アニメ。冒頭で領空に接近したTu-95 ベアに対するF-15Jによる対領空侵犯措置が描かれるほか、F-15Jの実写映像を用いた航空自衛隊の任務の解説や、F-15の簡潔な解説も行われている。
『ぼくらの』
航空国防軍の「41式改要撃戦闘機」としてカナード翼つきのF-15が登場。原作漫画第3話（単行本第1巻所収）にて初戦直後の巨大ロボット「ジアース」を偵察する。また、単行本第4巻の「ぼくらのおまけ メカニック解説編」において紹介されており、「もう相当なロートル機にもかかわらず実戦部隊で運用されている」という。また、カナード翼の装着によって機銃は撤去されている（この作品での兵器の型式名称は皇紀で表現されており、皇紀2641年を西暦に書き換えると1981年、つまり航空自衛隊がF-15Jを正式採用した年となる）。
テレビアニメ版には登場しない。
『魔王ダンテ』
テレビアニメ版第5話に自衛隊機が登場。名古屋市内に出現した未確認生物（魔王ダンテ）を迎撃した陸上部隊が全滅寸前に陥ったことを受け、4機がナパーム弾を用いてダンテを攻撃するが、有効打は得られずに終わる。
『マップス』
KSSによるOVA版第1話に航空自衛隊機が登場。東京上空に異星文明の宇宙船「リプミラ号」が出現したことを受けて発進する。
『魔法少女特殊戦あすか』
第17話に嘉手納基地所属の米軍機が登場。バベル旅団により陸上自衛隊那覇駐屯地と航空自衛隊那覇基地が魔術砲撃されたことを受け、戦闘航空哨戒（CAP）のため緊急発進する。
『まりかセヴン』
第4話（単行本第1巻所収）と第18話（単行本第5巻所収）に百里基地所属のF-15Jが登場。第4話では怪獣テラバーンを攻撃。第18話では領空内に侵入したロシア空軍のSu-34に対し2機がスクランブル発進する。
『三つ目がとおる』
テレビアニメ版第47話に日の丸が描かれた機体が登場。東京湾に出現したスーパーボルボックに対して出動し機銃掃射を加えるが、再生能力によってダメージは与えられず、1機が触手に絡めとられて撃墜される。
『ムダヅモ無き改革』
「近代麻雀オリジナル2006.3月号」に掲載された大和田秀樹の読み切り麻雀漫画。日米首脳会談のために沖縄を訪れていたアメリカ合衆国大統領「ジョージ・W・ブッシュ」。彼に麻雀を教えてくれと頼まれた「杉村タイゾー」議員だが、麻雀を知らないフリをしていたブッシュ達に嵌められ、賭け麻雀で1,000万の借金を背負わされた上、人質にまでされてしまう。そこへ助けに来たのは日本国内閣総理大臣「小泉ジュンイチロー」。タイゾーを助けるために賭け麻雀で勝負することになるが、その時の賭けレートが1,000点につきF-15 イーグル1機の通称「点F-15」。一般的なレートが1,000点につき50円や100円であることから考えると破壊的（実機は約50億（アメリカ軍向け標準価格）から100億（ライセンス料込みの航空自衛隊向け標準価格）円にもなる）なレートである。ただし、実機の姿は登場しない。
続く第3話（ともに単行本第1巻所収）では、空母「ジョージ・H・W・ブッシュ」の艦載機として登場しており、金将軍が発射したテポドンを撃墜するために小泉が搭乗し、テポドンに対し体当たりを行っている。
『無敵王トライゼノン』
第1話に航空自衛隊機が登場。恵庭付近を進攻するゼノ・パレス軍のルコ・ゼノイド群を爆撃するが、地対空ミサイルによる反撃を受けて多数が撃墜される。
『夜光雲のサリッサ』
第3話より、国際軌道監視機構（IOSS）北米支部が対「天翔体」用に開発した迎撃機として、F-15Eを原型とした架空機「F-15EX ストラトス・イーグル」が登場。極超音速での高高度迎撃のために、機体外板およびフレームの素材変更やエンジンの換装、垂直尾翼間への補助ブースターの装着、EOTSの増設などが行われている。
また、第1話にはコールサイン「ロデオ7」などの小松基地所属の航空自衛隊機が、第3話には米軍機が登場し、天翔体と交戦している。
『ヤマタイカ』
第2部に登場。嘉手納空軍基地に駐機されていたアメリカ空軍機が、ヤマタイカのマツリの依り代として復活した戦艦「大和」の艦砲射撃を受け多数破壊される。その後、根室海峡にソ連艦が集結中との報を受けた航空自衛隊機が道東へと向かっている。
『やわらか戦車』
第49話・第50話に航空自衛隊機が登場。領空侵犯してきた国籍不明機（Su-27）に対してスクランブル状態で待機するも、出撃しなかった。
『勇者王ガオガイガー』
第22話にF-15Jをモデルにした架空機が登場。通常の双垂直尾翼に加え、中央にもう1枚垂直尾翼が追加されている。入間基地上空で2機がゾンダー化したB-52H ストラトフォートレスに吸収される。
『ラーゼフォン』
作中に直接登場はしないが、「モデルグラフィックス」の雑誌企画『ミリタリーパワー・オブ・ラーゼフォン』において、「F-15J改」という架空の派生型が設定されている。「TOKYO JUPITER」出現時の航空自衛隊の主力邀撃機とされているが、機体の詳細は不明。
『よみがえる空 -RESCUE WINGS-』
レスキューウイングスシリーズの1つで、同シリーズの中心的な作品。第303飛行隊のF-15Jが登場する。
『るくるく』
単行本第9巻に登場。荘司しげみによって呼び寄せられ梵提寺を爆撃によって破壊するも、その過程で周囲の市街地を数箇所誤爆しており、うち一発によって変電施設が破壊されている。
『ルパン三世』シリーズ
『ルパン三世 ルパンVS複製人間』
アメリカ軍機が登場。マモーが所有するカリブ海の島に大挙飛来し、島の建物を次々と爆撃する。
『ルパン三世 天使の策略 〜夢のカケラは殺しの香り〜』
銭形警部と部下のエミリーが搭乗するF-15Dが、ルパン三世と次元大介が乗るセスナ 150を撃墜する。銭形たちは耐Gスーツを着ずにヘルメットと酸素マスクを装着した状態で飛行しているが、実際には非常に危険である。
『ルパン三世VS名探偵コナン THE MOVIE』
航空自衛隊機が登場。ルパンがヴェスパニア鉱石の奪還に失敗した時の保険としてキースに鉱石の処分を日本政府に依頼するよう頼んでいたことから、それに基づき防空司令部の命令で鉱石を持ち出したジランバ共和国の輸送機を撃墜するべく2機が出撃。ルパンとコナンが乗る輸送機に対して攻撃を開始する。
作中ではAIM-7の他、「AAM-10」と呼称される架空の空対空ミサイルも搭載している。
『レディイーグル』
コンフォーマル・フューエル・タンクやIRセンサーを積んだF-15DJの改造機F-15DJ-i通称「イーグル・アイ」が、主人公の搭乗機として登場する。

## 小説
『ARIEL』
国立科学研究所（SCEBAI）の所属機という設定の架空の改造機が第16巻より登場。「ぶっ飛びイーグル」および「すっ飛びイーグル」のコールサインで呼ばれ、作中には主にぶっ飛びイーグルが登場する。教導隊のF-15J（文中では「F-15CJ」と表記）をベースに戦闘装備を撤廃し、軽量化とエンジンの強化ならびに電子機器の更新、さらに超高空での姿勢制御のために反動制御システムの搭載を行ったもので、超高空飛行実験母機として運用されている。また、ASM-135 ASATを基にした超高速無人追跡機「スターチェイサー」を搭載することも可能。
また、航空自衛隊のF-15CJやアメリカ空軍の所属機も第1巻から度々登場しているが、主な攻撃対象であるゲドー社の巨大ロボット「降下兵」との間には圧倒的な性能差があり、やられ役に終わることが多い。
OVA『DELUXE ARIEL 接触編 THE BEGINNING』のアバンタイトルでも、作中のテレビ番組内の映像として3機が登場している。
『Fate/Zero』
単行本第3巻（文庫版第4巻・テレビアニメ版第14話・第15話）に、築城基地所属のF-15J、コールサイン「ディアボロI」「ディアボロII」の2機が登場。冬木市警察からの災害派遣要請を受けて未遠川河口に派遣され、キャスターが召喚した「海魔」に遭遇。接近して正体を見極めようとしたディアボロIIが海魔に捕食され、ディアボロIは海魔への攻撃に移ろうとした瞬間にバーサーカーの宝具「騎士は徒手にて死せず」によってバーサーカー配下の宝具とされてしまい、アーチャーが乗るヴィマーナとのドッグファイトに使用される。なお、パイロットは常識を超えた高機動によるGに耐えきれず死亡している。
なお、宝具化したF-15Jは機動性が元より大いに向上しており、実機と異なる特徴としてエンジンノズルが推力偏向ノズルに変更されたほか、アニメ版では主翼が垂直に立ってエアブレーキになり、機体上部に前向きに噴射するように配置された補助スラスター、機体下部にVTOLノズルが装備されている。また、本来はミサイルの誘導を欺瞞する物であるフレアが後方への攻撃に用いられている。
『MM9』
第5話に築城基地所属のF-15Jが登場。直島諸島荒神島に眠っていた怪獣クトウリュウを攻撃すべく2機が出撃するが、目覚めたクトウリュウが発生させた「神話フィールド」に突入しエンジンが停止、墜落する。
続編にもF-15Jが登場しており、『MM9―invasion―』では百里基地所属機が登場。宇宙空間から降下しつつ東京スカイツリーへ向かう宇宙怪獣ゼロケルビンに対し2機がスクランブルをかけるが、ゼロケルビンが首都圏上空に入ったため、破片の落下を恐れて攻撃を断念し、その後は隅田川付近で少女型怪獣ヒメと戦闘中のゼロケルビンに対し、ヒメを援護すべく複数機がF-4EJ改とともに波状攻撃を行っている。
『MM9―destruction―』では、ひたちなか海浜公園上空で宇宙怪獣ガラコブラと空中戦を繰り広げ、AIM-7 スパローを用いてガラコブラを足止めしている。
『TACネームアリス』
主人公たちがF-15Jでスクランブルし、中国軍のJ15、IL76と対峙する。
『異時空自衛隊』（改定版：『時空最強自衛隊』）
F-15FXが航空自衛隊に導入される。開発の主眼は空戦能力の向上で、対地・対艦攻撃能力の獲得はエンジン出力向上と機体の高強度化による副産物とされている。
『ウルトラマンティガ 輝けるものたちへ』
TPC所属機としてF-15Jが登場。イースター島から秋田県悌枒を目指す怪獣メルバに対し小松基地からスクランブル発進するが、全機が撃墜される。
原作である特撮テレビ番組『ウルトラマンティガ』第1話には登場しない。
『大風呂敷と蜘蛛の糸』
千歳基地所属機が2機登場。落雷によって破損した中間圏飛行用の有人凧「大風呂敷1号」の状況を確認すべくスクランブル発進する。
『オペレーション太陽』
飛行船「太陽号」の音波砲と思念投射が生じさせたイメージの1つの中に「ある国」のF-15Eが登場する。
『ガーリー・エアフォース』
メインキャラクターおよびメカニックの1つとして、航空自衛隊のF-15Jをベースに「ドーター」と呼ばれる一種の無人戦闘機に改造された架空の派生型「F-15J-ANM イーグル」が第1巻から登場。初登場時は那覇基地に所属していたが、その後小松基地に新たに編成された独立混成飛行実験隊に配置転換される。また、通常のF-15Jも第1巻から度々登場する。
テレビアニメ版では第3話から登場する。
『ギャラクシー・トリッパー美葉』
第1巻に米空軍機が登場。自我が生じ脱走した最高機密の架空の巡航ミサイル「CX0029」（ルーくん）を撃墜すべく、調布付近上空でミサイルによる攻撃を行うも振り切られる。
『空想科学少女リカ』
第4話に登場。巨大化した主人公を眠らせる「子守歌作戦パート2」のためにアメリカ軍機が出動し、主人公に対して麻酔ガス弾を使用しようとするが、主人公の剣幕に押され任務を放棄してしまう。
『鋼鉄のレヴァイアサン』
『八八艦隊物語』の同一時間軸上の外伝。第6航空団第205飛行隊に所属する12機のF-15が、同第306飛行隊の8機のF-4EJとともに登場。ロシア空軍のMiG-2930機と能登半島沖で交戦し、2機のF-15と全機のF-4EJを失う。また、当航空団の増援として新田原基地のF-15部隊が回されている。
『降伏の儀式』
米軍機が登場。地上攻撃を開始した異星船「メッセージ・ベアラー」または分岐船に対して衛星要撃ミサイルによる攻撃を行うが、攻撃を行った全機が撃墜される。
『五分後の世界』
日本に駐留する国連軍機としてF-15Eが登場。アンダーグラウンドの国民ゲリラ部隊をランターンを用いて爆撃するが、国民ゲリラ側が用意したデコイを攻撃してしまう。
『史上最強の内閣』
北朝鮮が弾道ミサイルの発射態勢を取ったことを受け、航空自衛隊機が日本海上空に展開するが、発射されたミサイルが日本海に墜落したため、事態がそれ以上進行することはなかった。その後は、北朝鮮へと向かう二条首相が搭乗した政府専用機を領空ぎりぎりまで護衛した。また、表紙にも3機のF-15Jが描かれている。
『首都消失』
航空自衛隊機が登場。東京が「雲」で覆われ一切の接触が不能となったことを受けて東京急行を行ったソ連空軍のTu-22M バックファイアに対し、三沢基地所属の2機が百里基地所属のF-4EJとともにスクランブルする。その後、北海道近海でソ連の大艦隊が行った威嚇的な演習に対し出動準備をしていた第2航空団所属機が、ソ連の工作員に強奪されかかる。
映画版には登場しない。
『征途』
航空自衛隊機としてF-15J（文中では「F15CJ」）および架空の独自改造型である「F15CJ改」および「F15イーグル改」が登場。F15CJ改は石川島播磨が独自開発したエンジンを、イーグル改は更に二次元ジェット・ノズルを装備している。
第2巻では第2航空団第201戦術防衛飛行隊所属のF15CJ改が登場。アメリカ空軍のF-16 ファイティングファルコンとの異機種間訓練が描かれる他、旭川方面への定期哨戒中に日本民主主義人民共和国人民防空軍のSA-4 ガネフによる攻撃を受け、1機が撃墜される。第3巻ではイーグル改を元にストリーク・イーグルに準ずる改造を行った宇宙開発事業団（NASDA）の特別仕様機が登場。太平洋上空で大気圏内速度試験を行う架空の宇宙往還機「プロメテウス」0号機をチェイスする。
『千里眼シリーズ』
主人公の岬美由紀は、元航空自衛隊F-15Jのパイロットで臨床心理士という設定。
『空飛ぶ広報室』
主人公である空井大祐は元は百里基地第305飛行隊に所属するF-15Jのパイロットであったが、事故によってP免となり航空幕僚監部広報室へ転勤となった。本編でもF-15Jは登場するほか、テレビドラマ版第1話冒頭ではF-15Jによる模擬空戦の様子が描かれている。
『空の中』
「自衛隊三部作」の一編。全編に渡り航空自衛隊機が登場する。冒頭では岐阜基地に所属する2機のF-15Jが、四国沖で演習中に編隊長機が原因不明の爆発事故を起こして墜落する。爆発事故の約1ヶ月前にも試験中だった架空の新型国産ビジネスジェット「スワローテイル」が同じ空域で爆発事故を起こしていたため、生還した2番機のパイロットが連続爆発事故の原因を究明すべく、「スワローテイル」の開発に関わった事故調査委員を同乗させてF-15DJに搭乗し、再び事故現場へ向かうことになる。
『第二次湾岸戦争』
航空自衛隊が運用するF-15Eが登場。FS-Xの開発が遅れていたことと貿易黒字の解消のために押し付けられた機体で、自衛隊仕様（独自開発のSAMなどの運用能力の寄与）として改修されている。また、国連軍にアメリカの参戦が無いことから急遽買い増しした機体はアメリカ空軍仕様のままである。主要な登場人物の1人である二宮は、当初、在来型イーグルのパイロットとして派遣されたが、所属部隊がF-15Eに機種転換した際に同僚の加藤の機転と爆撃時の成績が良かったため、WSO席へ押し込まれる。
『覇権交代』
航空自衛隊のF-15J、日本に亡命してきた韓国空軍第11戦闘航空団第112戦闘飛行隊のF-15Kが登場。
『中国完全包囲作戦』（文庫名：『中国軍壊滅大作戦』）
統一朝鮮空軍のF-15KおよびKF-16がともに対馬爆撃のために爆装して出撃してくる（一部はECMポッド装備）が、航空国防軍のF-15Jの04式空対空誘導弾および陸上国防軍対空部隊の迎撃に合い、一方的に撃墜される。
アメリカ空軍のF-15EがF-35AおよびF/A-18Eとともに統一朝鮮軍地上部隊の空爆に参加する。
『超空シリーズ』（田中光二）
『超空の決戦』
航空自衛隊の主力として少数ながらもアメリカ軍・ソ連軍航空部隊を性能差で圧倒する。
終盤、満州へ派遣された際にソ連軍の基地への奇襲攻撃で3機を格納庫で破壊される。F-15もとい航空自衛隊初の戦闘機喪失が歩兵による攻撃だった事は幹部達に大きな衝撃を与えた。
『超空の連合艦隊』（文庫名：『超空の大和』）
北朝鮮空軍のMiG-29や中国空軍のSu-27、アメリカ海軍のAV-8B ハリアーIIと交戦。対中国戦で大多数の戦闘機と嘉手納基地所属3個飛行隊が東シナ海上空で空戦。中国機のSu-27 12機とMiG-314機を撃墜し、中国機を退ける。
『超次元航空艦隊』
海上自衛隊空母「ひのもと」の建造予算超過で搭載機購入の目途が立たなくなり、次期主力機の導入で余剰となったF-15Jを艦上型の「F-15海」に改造する。
『超次元自衛隊』
F-22J導入までの繋ぎおよび補完としてF-15FXの採用が検討されて試験的に5機を購入。歴史改変作戦「オペレーション・タイムレヴォルーション」の発動に伴い第305飛行隊に編入され過去へ派遣される。
『天外魔艦』
航空自衛隊西部航空方面隊所属機が登場。佐世保上空3千メートルに浮かぶ幽霊護衛艦「あきつき-44」に対し2機が発進するが、レーダーが示す「あきつき-44」の位置に接近できずに終わる。
『東京ドラゴンストライク』
航空自衛隊のF-15Jが登場。異世界の竜族の過激派によって擬竜（セリオン）化されたSR-71Aに対して緊急発進し皇居上空で交戦するが、伏兵として武道館付近に潜んでいたF-14の擬竜に撃墜される。その後、同じく擬竜化され東京湾に侵入した空母「ジョージ・ワシントン」に対し、過激派を追う竜族の少女クウクルによって擬竜化された機体を含む部隊が空母竜の護衛機を攻撃するほか、空母竜への突入を目指す回天の擬竜を吊下した機体が雷撃を行う。
『日本北朝鮮戦争』
物語序盤、竹島に上陸した北朝鮮軍に対して20mm機関砲による攻撃を行うほか、物語終盤に空対地ミサイルを搭載した状態で登場し、難民船に紛れて攻撃してくる工作船を攻撃する。
物語終盤に谷村二曹と僚機が登場し、北朝鮮海軍の哨戒艦に対して計4発の空対艦ミサイルを発射し、撃沈する。
その後、接近して来た北朝鮮空軍のMiG-21 8機を相手に格闘戦を行い、2機を撃墜するが背中を取られてしまい、最大速力で離脱するが方向を間違え北朝鮮海軍の艦隊上空に突っ込んでしまい、僚機が撃墜されてしまう。
『日本国召喚』
航空自衛隊の主力戦闘機として、J-MSIP機の近代化改修機が「F-15J改」の名称でF-2と共に登場する。漫画版では「F-15J」の名称となっている。
『ピクシー・ワークス』
航空自衛軍の戦闘機として、カナードと二次元推力偏向ノズルを装備した架空の改修機「F-15J改 イーグルプラス」が登場。東京へ向かっていた架空の無人戦闘機「UFX-AH1 ミミズク」に対して百里基地からスクランブルし、太平洋上空でUFX-AH1を追跡し警告射撃を行うも相手の戦闘離脱を許してしまう。
『亡国のイージス』
中盤、クーデターを起こした「ミニ・イージス艦」である海上自衛隊の架空のはたかぜ型護衛艦「いそかぜ」を攻撃すべく接近した百里基地第204飛行隊のF-15J、コールサイン「スラッガー01」「スラッガー02」が、大島沖でSM-2ERによる「いそかぜ」の迎撃に遭い、スラッガー01が撃墜される。攻撃から生存したスラッガー02のパイロットは終盤、「アンダーテイカー」のコールサインを与えられ、再度F-15Jで東京湾に進入した「いそかぜ」撃沈の任に就く。
なお、映画版では空対艦ミサイルを装備できるF-2に変更されている。小説版では当初F-15Jは「ミサイル暴発事故を起こした海自護衛艦」の捜索任務のために発進し、途中で急遽「いそかぜ」への対艦攻撃を命じられたため、スラッガー01のパイロットが「いそかぜ」にスパローを全弾発射した後に緊急回避を行うという即席の攻撃計画を立てる（「いそかぜ」の迎撃に遭ったために攻撃できず、また主人公の一人である「いそかぜ」艦長からはきちんとした対艦攻撃部隊を送り込むべきだったと、闇雲にF-15Jに攻撃を命じた上層部を暗に非難した）、空対空/空対艦両モードで使用可能な特殊焼夷弾搭載の架空の新型ミサイルをF-15Jに搭載して「いそかぜ」撃沈に向かう、などの描写が存在する。
『放射能獣-X』
F-15Jが登場。銀座4丁目付近を進攻する怪獣エックスに対して、3機が対空ミサイルを用いて攻撃を行いエックスを失明させるが、エックスの放った超音波によって2機が撃墜される。
なお、作中では「ファイティング・ファルコン」と呼称されている。
『僕はイーグル』
現代情勢を背景に「半島」や「大陸」の勢力と対峙する日本の青年達を描く。主人公の風谷は気の優しい男だが念願を叶えてF-15ドライバーとなるも、憲法9条と直面する現実に挟まれ苦闘を繰り返す。Su-24 ・Su-27・MiG-29との対戦シーンが描かれている。
『未来獣ヴァイブ』（旧題：『機械獣ヴァイブ』）
航空自衛隊所属機が登場。怪獣ヴァイブ出現によって日本周辺の国際関係に緊張が高まる中、領空侵犯してきたソ連空軍のTu-22Mに対しスクランブル発進する。その後、8機が大島近海でヴァイブを攻撃するが、反撃を受けて3機が撃墜される。
なお、登場した機体の形式は明記されておらず、実際のF-15Jでは装備されないレーザー誘導のスマート爆弾を攻撃に用いている。
『要塞シリーズ』
第1作『ニセコ要塞1986』および第2作『十和田要塞1991』にて、IBM（日本列島防衛軍）空軍の所属機として登場。二次元推力偏向ノズルを装備した実験機も存在する。
『妖神グルメ』
アメリカ軍機が登場。主人公を乗せて太平洋上の空母「カール・ビンソン」からクトゥルー教徒に強奪されたF-14を3機が追撃するが、ルルイエの海域より放たれたクトゥルーの触手によって全機撃墜される。
『妖精作戦』
第2巻「ハレーション・ゴースト」に航空自衛隊のF-15J（文中では「F-15CJ」と表記）が登場。関東沖合の太平洋上で太平洋戦争中の日米両軍の航空機による空中戦が観測されたことを受けてF-4EJとともにスクランブル発進するが、空中戦を行っていた機体群が消滅したため空振りに終わる。
『ルーントルーパーズ 自衛隊漂流戦記』
単行本第10巻に航空自衛隊機が登場。東京スカイツリー上空に出現した異世界の巨鳥「アルゲンタビス」を追跡する。
『レヴァイアサン戦記』
F-15Jが西日本帝国空軍の主力戦闘機として登場。東日本空軍のMiG-29と西東京上空でドッグファイトを繰り広げる。
鳴海章の諸作品
『原子力空母「信濃」南シナ海海戦』
日本製ASAT母機として「信濃」から発艦し、アメリカ側の偵察衛星破壊を行う。
『スーパー・ゼロ』
アメリカ空軍のF-15Aが登場、XFV-14（スーパー・ゼロ）と模擬戦闘を行う。また、主人公の那須野治朗はアメリカ軍からXFV-14を奪い、アメリカ海兵隊のAV-8BおよびXFV-14と空中戦になるが、これを援護して那須野を救う。
『天神』『音速の鷲』『イーグルネスト』
主人公の坂上陸が搭乗する機種としてF-15Jが登場する。また、アグレッサー部隊をはじめとする他の部隊の使用機種としても登場する。
『ナイト・ダンサー』
本来の目的である迷子になった旅客機の誘導を無視し、旅客機を撃墜するために行動を開始したスリーパーのF-15と複数の自衛隊機との死闘が描かれている。
『ネオ・ゼロ』
FSX-90（ネオ・ゼロ）のデモンステレーション用CG上でネオ・ゼロと空中戦を行う。

## ゲーム
『F15E Strike Eagle』
ミッション型フライトシミュレーション。
『F/A』
プレイヤー使用可能機としてF-15Jが登場。
『Fate/Grand Order』、『Fate/EXTELLA LINK』、『Fate/Grand Order Arcade』
『Fate/Zero』のランスロットが登場しているため、宝具「騎士は徒手にて死せず」の演出としてF-15Jが登場する。
『FGO（アプリ版）』は2018年9月10日のアップデートでランスロットのモーションリニューアルに伴い演出として追加された。
『Jane's USAF』
F-15C・F-15Eが登場。
『Jane's F-15』
F-15Eが登場。
『Just Cause』
「Rage-Johnston F6 Comet」の名称でF-15とSu-27、MiG-29を混ぜた外見の戦闘機が登場する。
『Lock On: Modern Air Combat』
各種現代ジェット戦闘機・攻撃機が登場するコンバットフライトシミュレーション。F-15Cがプレイヤー搭乗可能な機体のひとつとして収録。発売当時としては高めのレベルで再現された機体の3Dビジュアルモデルやコックピット計器表示、フライトモデルで操縦・空対空戦闘を体感できる。
『Digital Combat Simulator』
『Lock On: Modern Air Combat』の続編にあたる最新のコンバットフライトシミュレーションで、有料アドオン機体パック「Flaming Cliffs 3」を導入すると、『Lock On: Modern Air Combat』のものをリニューアルしたF-15Cがプレイヤー搭乗可能機体となる。
また、プレイヤー操縦機体ではないAI専用機体としてF-15Eが登場し、プレイヤーの友軍機あるいは敵軍機として戦闘に参加可能。
Flaming Cliffs 3未導入状態では、F-15CもF-15Eと同じくAI専用機体扱い。
『Modern Warships』
プレイヤーが操作可能な艦載機としてF-15Nが登場する。
『THE 大美人』
F-15Jをモデルとした架空機「E-15J ビーグル」が登場。宇宙生物に寄生され、身長48mまで巨大化した双葉理保をチェーンで吊り下げて空輸するCH-47J 4機を護衛し、太平洋上で攻撃してくる未確認飛行物体と交戦する。
『Wargame Red Dragon』
NATO陣営のアメリカ軍デッキ、自衛隊デッキで使用可能な航空機として、アメリカ軍デッキにはF-15A・F-15C・F-15Dが、自衛隊デッキにはF-15Jが登場する。
『WarRock』
F-15Kが日本版に2009年5月28日に実装された。自由落下爆弾と空対空ミサイルを搭載している。
『War Thunder』
アメリカ空軍のF-15A、航空自衛隊のF-15J、イスラエル空軍のF-15A Bazにアップデート2.33 "Air Superiority"に実装された。F-15Jは専用AAM-3、Bazは専用パイソン3を使用できる。
『アクウギャレット』
1P側機体として、F-15をベースとした架空機「F-15XX ミッドナイト・イーグル」が登場。外側に傾斜させた垂直尾翼や下半角をつけられた水平尾翼、胴体形状の変更、二次元推力偏向ノズルやカナード、艦載機能の追加などの改修が行われている。
『アフターバーナー クライマックス』
『アフターバーナー』の続編。作中、プレイヤーが搭乗できる機体の1つとしてF-15Eが登場。また、敵機としても登場する（4つのカラーと敵機カラーを含め全部で5つのカラーが登場）。
『エースコンバットシリーズ』
各作品でプレイヤー搭乗機および敵機としてF-15C・F-15E・F-15J・F-15SE・F-15S/MTD（『エースコンバット2』のF-15Sはカナード翼と偏向ノズルを装備した空母艦載機という設定で、『エースコンバット3』に登場するF-15S/MTはカナード翼の追加やコックピットのCOFFIN化などの改修を行ったという架空機として、そして『エースコンバット04』ではF-15S/MTDと同じ排気ノズルを装備した単座型が「F-15 ACTIVE」の名前で登場）の内のいずれか、またはいくつかが登場する。
パッケージイラストに登場した例では、『エースコンバットZERO』の主人公「サイファー」と僚機「ピクシー」の機体として塗装の違う2機のF-15Cが、『エースコンバット6』ではF-15Eが主人公「タリズマン」および僚機「シャムロック」の搭乗機体として登場。
また、『エースコンバット04』以降の作品では、航空自衛隊百里基地で運用されるF-15Jのエンジン音を録音してプレイヤー機のエンジン音として使用している（そのため、ゲーム中で加速・減速操作をしていると、しばしば排気ノズルの可動音が聞こえることがある）。
『エースコンバットZERO』ではF-15Cが、『エースコンバット6』ではF-15Eがポスターやパッケージでは大写しされ、いずれも主役級の扱いであった。
ほかに、敵エース部隊の使用機としては、『エースコンバット3D』のZ.O.E.、『エースコンバット5』の8492飛行隊、『エースコンバットZERO』のソーサラー隊がF-15S/MTDを使用している。また、『エースコンバットX2』ではコールサイン「クローバー1」をはじめとする、航空自衛隊中部航空方面隊所属のF-15Eが登場。新島上空でマーティネズ・セキュリティー社の所属機とともに、ヴァラヒアの航空部隊を迎撃する。
『エースコンバットAH』ではファイターであるF-15Cおよびマルチロール機のF-15Eが登場。
『エースコンバット3D』ではF-15S/MTDが登場した他、シリーズ初となるF-15SEが登場した。
『エースコンバット∞』ではマルチロール機でF-15EとF-15S/MTD、F-15SE、ファイターとしてF-15Cとシリーズ初となるF-15Jが登場、キャンペーンにおいて航空自衛隊第309飛行隊がF-15Jを運用している。
『エースコンバット7』では、ファイターとしてF-15Cがシリーズで初めてPLSL（パルスレーザー）を搭載して登場する他、F-15Jがエースコンバット∞に続き登場、またF-15Eが初めてTLS（戦術レーザーシステム）を搭載して登場する。本作の主人公「トリガー」がストーリー中盤から所属する「長距離戦略打撃群」では、トリガーを除く全隊員がF-15Cに搭乗している。F-15CとF-15Jには、スペシャルスキンとして航空自衛隊の飛行教導群の旧塗装のものが登場する。F-15Jには機体番号が書いてあり、この番号は現在航空自衛隊岐阜基地に所属するF-15Jのものであるが、スキン#02のカラーリングは飛行教導群のもの(92-8096)そのものである。スキン#03は同じく飛行教導群の「そとあお」である。F-15Cのスキン#03も、同じく飛行教導群（機体が直近にて所属が変わったため、正確には飛行教導群に所属していた時）の機体のカラーリングである。
『エアフォースデルタシリーズ』
プレイヤーが搭乗できる機体として出演。
『エアロダンシングシリーズ』
同シリーズの全ての作品でプレイヤーの搭乗できる機体として登場。日本のインシグニアを付けたF-15J/DJをはじめ、飛行教導隊所属のF-15DJが7機、アメリカ空軍スキームのF-15A（『エアロダンシング F』『F 轟つばさの初飛行』）・F-15C（『エアロダンシング 4』）・F-15E（『エアロダンシング i』『i 次回作まで待てませ～ん』『エアロダンシング 4』）が使用可能。細かいところでF-15AとF-15Jの有意差は機体の塗装だけであったが、F-15DJはドロップタンクが付いていないため、若干機動性が高かった。しかし、エアロダンシング 4ではドロップタンク搭載の任意化や空中投棄が可能となったため、見た目以外の差は無くなった。F-15Eは大量の爆弾と対戦車ミサイルの搭載が可能だが、誘導爆弾や中距離空対地ミサイルと言ったスタンドオフ兵器の実装がゲーム自体に行われていない。
『エナジーエアフォース aimStrike!』
プレイヤーが搭乗できる機体の1つとしてF-15Cが登場し、続編のXbox 360用ソフト『Over G』ではF-15C・F-15E・F-15J/DJに搭乗できるようになったが、機体毎に搭載可能なミサイルや爆弾の種類が異なっている。
『凱歌の号砲 エアランドフォース』
日本を占拠したアメリカ陸・空軍の機体として登場。プレイヤーも購入して使用できる。
『ガメラ ギャオス撃滅作戦』
プレイヤーが操作可能なユニットの1つとしてF-15Jが登場。
『空戦乙女☆ヴァージンストライク』
機体そのものではなく、擬人化されたF-15およびF-15Jの空乙女が複数登場している。
『空戦マッハの戦い』
シミュレーションボードゲーム。プレイヤーが操作可能な機体の一つとしてF-15Aが登場。シナリオにおいては、「ゴラン上空」ではシリア空軍のMiG-21Fに対し初の実戦を行ったイスラエル空軍機として、「神々の戦車」では異星人の未確認飛行物体を攻撃するアメリカ空軍機として登場している。
『鋼鉄の咆哮シリーズ』
技術レベルを上げると艦載・日本仕様のF-15JやF-15EJ、更にはこれらを元にした架空機である「F-15EX 蒼天」が使用可能になる。なお、蒼天は『鋼鉄の咆哮3 ウォーシップコマンダー』までは通常のF-15と同様の形状なのだが、『ウォーシップガンナー2 鋼鉄の咆哮』ではF-15SEにF-2と同様の洋上迷彩を施し、上向きカナードを取り付けたような形状に変化している。
『群青の空を越えて』
米勢力の関西・欧州勢力の関東・両軍の主力戦闘機としてF-15Jが、関西軍機としてF-15Eが登場、プレイヤー所属勢力である関東政権が保有する航空戦力（主にJAS39 グリペン）と幾度となく死闘を繰り広げる。関西軍機は敵味方識別のための黒帯を機首・主翼・水平尾翼に付けている。
『コール オブ デューティシリーズ』
『CoD:MW2』
F-15が序盤にビルへ爆撃、中盤に敵施設へ爆撃を行っている。実機として操作はできず、海軍の所属になっている。
終盤でもワシントンD.C.での大規模焦土作戦「ハンマーダウン」用の戦術核弾頭を装備した状態でホワイトハウス上空を低空で通過する。
『CoD:MW3』
キャンペーンとマルチプレイに登場。キャンペーンでは、ロシア軍がニューヨークを襲撃した際、迎撃のために数機が出撃。コールサインは「ライトニング3」。戦闘序盤はロシア軍のジャミングの影響で誘導システムが機能せず、1機が被弾する。主人公らがジャミングタワーを破壊し誘導システムが復旧すると、ニューヨーク各地に配置されていたロシア軍の拠点をF-15Eが空爆。ニューヨークにあった全敵拠点を沈黙させる活躍を見せる。マルチプレイでは、一定の連続キルを達成するとアメリカやイギリスのステージならF-15Eが航空支援のため飛来する。3機で飛来し、指定した地点周辺をクラスター爆弾で爆撃する。
『CoD:G』
連邦軍が所持しており、Y-8 カブの護衛に使用する。

『ゴジラ 列島震撼』
Gフォース所属のF-15が支援ユニットとして登場。空母にも艦載されている。
『さくらシュトラッセ』
冒頭で飛行中だったメインヒロインを未確認飛行物体と判断したF-15J、コールサイン「ピグシーリード」「ピグシー2」がヒロインと交戦状態に入り、ドッグファイトを行ったピグシー2が撃墜される。
『ジェットインパルス』
F-15似の戦闘機「AZX05 グロスフォス」「YZX07 ヒポグリフ」が登場。YZX07は前進翼を装備している。
『スーパー特撮大戦2001』
TDF（地球防衛軍）の所属機としてF-15Jベースの架空機「F-15J II」が登場。機体形状はF-15Jと同一だが、F-15S/MTDのようなカナードを装備している。
『スーパーロボット大戦Scramble Commander』
F-15JとF-15S/MTDに近い仕様の架空型がオープニングに登場。ドローメの大群を率いるガンテと接触し、1機がドローメに撃墜される。
『スカイターゲット』
プレイヤーの搭乗機体としてF-15S/MTDが使用可能。なお、カナードの取り付け角が実機と異なる。
『戦闘国家シリーズ』
アメリカや日本の基本装備として組み込まれる。
『ソニックウィングスシリーズ』
自機の1つとして登場。歌って踊れる超音速アイドル、真尾まおが搭乗する。設定ではオートパイロットになっており、ガルレーザーというビーム兵器が装備されている。
『ソニックブーム』
自機としてF-15をモデルとした戦闘機「ソニック・ブーム」が登場。オプション・ファイターの装着が可能になっている。世界各地の軍事拠点を制圧した狂信的組織に対し、地下組織「フリーダム」が投入する。
なお、ゲーム本編などではF-15に準じた形状だが、チラシなどの関連媒体の一部ではF-14 トムキャットの姿で描かれている。
『大戦略シリーズ』
アメリカ陸空軍、また、バージョンによっては自衛隊やイスラエルの生産タイプで使用可能。ほかの戦闘機と比較しても高価だが、移動力（速力）が高く空対空戦闘能力に優れる性格付けがなされている。軽い爆弾装備への換装も可能。
『ドラッグオンドラグーン』
主人公が迷い込んだ先の異世界の兵器として登場。エンディング「E」後にプレイ可能となるボーナスステージにて、第303飛行隊の所属機が敵機として登場し、新宿上空で主人公と交戦する。
『パイロットになろう!シリーズ』
プレイヤー使用可能機として登場する。
『破壊王 キング・オブ・クラッシャー』
怪獣化した主人公を攻撃するため登場。「シヴァ」の姿で東京湾から東京都心に上陸した際には自衛隊機が、「ブラフマー」の姿でニューヨークに飛来した際には米軍機が迎撃にあたる。
『バトルフィールド2』
F-15EがUSMCおよびEUの戦闘機として登場する。複座で、後席は対地武装管制（WSO）。
『フィクショナル・トルーパーズ』
メカール共和国軍のランク3としてF-15Cを選択可能。メカール軍最強の機体である。
『フラック・アタック』
自機としてF-15似の戦闘機「MX5000」が登場。ラフアニス国が運用しており、悪の帝国の侵攻に対して出撃する。『フラックアタック』では通常のF-15と同様の形状だが、再登場を果たした『エアフォースデルタ ブルーウィングナイツ』では、エアインテークの形状変更や、垂直尾翼への外半角の追加、コックピット後部に急な上反角の付いたカナードが取り付けられるなどのアレンジが加えられている。
『ぼくは航空管制官シリーズ』
『ぼくは航空管制官』
小松基地の第303飛行隊のF-15Jが3機編隊で登場。
『ぼくは航空管制官2』
小松基地航空祭では第303飛行隊・第306飛行隊のF-15J編隊と、飛行教導隊のF-15DJが、名古屋ジャンブルエアポートでは第303飛行隊のF-15Jが、新千歳Snowscapeでは第201飛行隊・第203飛行隊のF-15Jがそれぞれ登場し、エアポートヒーロー新千歳でもF-15が登場。
『ぼくは航空管制官3』
新千歳Snowing dayで第201飛行隊と第203飛行隊のF-15が出現し、どれも管制官側から指示を出せる。

『マーセナリーズ』
国連軍の戦闘爆撃機としてF-15Eが登場し、「ピンポイント・ボム」や「バンカーバスター」など、プレイヤーが空爆の要請をすると飛来してくる。
『マブラヴシリーズ』
戦闘機であるF-15は登場しないが、戦闘機をモデルとした人型兵器「戦術機」の1機としてF-15が登場。主に『マブラヴ オルタネイティヴ』系の作品に登場しており、基本型であるF-15CやF-15Eのほか、F-15Cの日本帝国仕様であるF-15J 89式戦術歩行戦闘機「陽炎」やF-15S/MTD系列の機体に相当するF-15･ACTV アクティヴ・イーグル。F-15SEの日本仕様機であるF-15SEJ 試02式戦術歩行戦闘機「月虹」などが存在する。
『萌え萌え大戦争☆げんだいばーん』
F-15Cを擬人化したキャラクター、グラーフが登場する。ほかにも、アメリカ軍および日本の自衛隊に所属しているキャラクターのサポートユニットとして登場。

## その他の映像作品
『Break the Blue!!』
MVに航空自衛隊機が登場。Run Girls, Run!のメンバーが、駐機されている機体の前で歌唱やダンスなどのパフォーマンスを行う。また、CDジャケットの写真もF-15を背景としている。
撮影には小松基地第306飛行隊所属機が協力している。
チョコボール『キョロちゃん巨大化編』
巨大化してニュービレッジ島の都市部に現れたキョロちゃんに対し、2機で攻撃を行う。
『ご当地怪獣DEMO』
航空自衛隊機が登場。石垣島に出現した怪獣カンムロンを2機が追跡する。
『サンテ×ももクロ ニッポンきたぁ↑↑大作戦!』
市街地に出現した怪獣メガドヨンに対し出動している。
『ハコダテ観光ガイド イカール星人襲来中!』
F-15Jが幾度かIKABOをはじめとするイカール星人の侵略兵器を迎撃すべく登場するが、有効な攻撃は与えられていない。なお、所属が航空自衛隊なのか、ハコダテ市なのかは不明。

## その他
『ダイアクロン』
地球防衛隊ダイアクロン・リアル＆ロボ部隊航空師団所属機として、F-15から空中戦用ロボに変形する「ジェット機ロボ」が登場。最大速度はマッハ8に達し、スカイビームやフリーゾンバルカン砲などの独自の武装も装備している。超高速戦闘機タイプとアクロバットタイプの2種が存在し、通常のF-15に擬装しつつワルダー軍団のゲリラ活動を監視している。
なお、ジェット機ロボの玩具は、前述した『戦え!超ロボット生命体トランスフォーマー』のスタースクリームとサンダークラッカーの物へと流用されている。
『ニパ子』
トミーテックのプラモデル「技MIX」シリーズとのコラボレーションとして、F-15Jを原型とする架空の実証試験機「F-15GH アルティメットイーグル」が設定されている。ニパ子の宇宙的切断によって分解された機体を再生したもので、物質の空間構造を切断する空対空ミサイル「ニッパーミサイル」を初めとする惑星コウグの地球外テクノロジーが使用されている。所属は官民共同研究企業体「G機関」。機体背面にはニパ子のイラストが描かれている。
『ノーラッド・トラックス・サンタ』
NORAD主導で毎年クリスマス・イヴに行われるサンタクロース追跡において、アメリカ空軍のF-15がアメリカ本土上空でのサンタのエスコートに参加しているとされている。

## 模型や食玩など
現用の戦闘機では知名度が高く、この航空機を製造していたマクドネル・ダグラスは模型メーカーによる模型としての製品化について好意的（現在の製造者であるボーイングは余り好意的ではない）で、模型メーカーが希望すれば、模型用に新たに製作された図面の提供がされるということもあり、アカデミーやタミヤ、ドイツレベル、ハセガワ、モノグラムなど、複数のメーカーから商品が発売されている。多くの場合、単座の在来型をベースに複座仕様のコックピットやCFTなどの部品追加によるバリエーション展開が行われているが、航空機の模型として見た場合にあまり人気がないためか、タミヤ48（ホイール形状の変更によるF-15AからF-15Cへの改造）やハセガワ72旧キット（試作機からへ量産型F-15Aへの変更の際に、エアブレーキの大型化と水平尾翼へのドックスーツ追加、F-15A→Bへのバリエーション展開時に細部修正）、アカデミー48（在来型F-15Eから、パイロン類の新造と搭載品の更新、GPS用アンテナとチャフ/フレアディスペンサーの在来金型の修正による追加が行われたF-15K）のように商品発売後に実機へ施された改修にメーカーが対応しないことが多く、正確な◎年☆月♪日時点での□国空軍○○○航空団△△△飛行隊所属の▽▽×××のF-15（▽▽年度会計で発注した×××号機）を作ろうとした場合に、パネルラインの彫り直しや形状変更などといったキットパーツの加工・社外レジンキットやエッチングパーツの取り付け・ほかの航空機のキットからの部品の移植・部品の自作・などキット自体の改造が必要な場合が多い。
- F-15A（F-15B）やF-15Eと銘打っているキットの場合に、ホイール形がF-15C（F-15D・F-15J/DJ）型のホイールになっている場合が多い。これは、現在市場で流通しているキットの多くがF-15C/Dの実機やその写真を参考にしていたり、他社製のF-15Cをコピーしているため、またはF-15Aで売っていた商品をF-15Cへ改修した際に部品の追加ではなく金型の形状修正した、F-15Eへのパッケージ替えの際にホイールとタイヤサイズ変更を見落としたなどの理由による。
- F-15E系キットに共通する問題点として、CFTと機体間の部品の合いの悪さや一部の商品を除きパネルラインの修正が指摘されており、「気長に隙間やF-15Eとして間違ったパネルラインを埋めて何とかする」や「めんどくさいから無視する」しか解決方法が存在しない。
- F-15S/MTDおよびF-15 ACTIVE・F-15IFCSなどのNASAの実験機の一般流通ルートで発売されたキットや食玩は存在しない[注釈 16]。これは、F-15の実物が竹輪2本を並べた様な胴体を3分割する構造で、エンジン搭載部を改造しているのに対し、模型などでは金型の製作の都合により胴体がたい焼きやどら焼きのように、上下分割でエアインテークダクトやエンジンのファンブレードなどの餡を詰め込む形になっているためである。なお、ワンフェスに参加したディーラーからコンバージョンキットが発売された例や、市販キットの改造による作品が2003年のJMCで入賞した例が存在する。
- 所謂「痛戦闘機」と称される、アニメなどに登場する少女キャラ達をペイントする機体の採用例があり、『THE IDOLM@STER』の如月千早をプリントしたキット[注釈 17]や、前述のゴッドハンド社製品アルティメットニッパーのイメージキャラ、ニパ子をプリントした架空仕様「ニパ子専用F-15GH アルティメットイーグル」のキット[注釈 18]などが存在する。
- 前述のF-15GH アルティメットイーグルを含むトミーテック社の《技MIX》シリーズのキットはこれまでキット化されていなかったストリークイーグルなどの実験機も含め、塗装や改造を施す必要が基本的に存在しない[注釈 19]精巧さを持つ。
- アオシマがかつて展開していた「合体マシン」シリーズおよび関連シリーズのラインナップの中には、「大変化イーグルヤマト」や「おやこマシン1号 イーグルファイター」などのF-15をモデルとしたものが存在する。

## 実機資料

### 単行本・ムック形式
『世界の名機シリーズ F-15 イーグル』
イカロス出版、2008年。ISBN 978-4-86320-124-8。機体性能、各種バリエーションの違いを豊富な写真を交えて総合的に解説したムック。
『自衛隊の名機シリーズ 航空自衛隊F-15 改訂版』
イカロス出版、2008年。ISBN 978-4-86320-079-1。航空自衛隊のF-15J/DJに限定して写真を交えて解説したムック。
『航空自衛隊 F-15J/DJ 全機写真集』
新紀元社、2014年。ISBN 978-4-77531-224-7。航空自衛隊のF-15J/DJ全機体の写真を収録した写真集。
『Uncovering the Boeing F-15 A/B/C/D/E (Strike) Eagle』
ダニー・コレマンズ著、Daco Publishing、2007年。ISBN 978-9-080-67475-2。F-15の各部接写や開閉部接写を集めた写真集。